# Liabote 1
Liabote 1 ist ein osttimoresischer Ort im Suco Meligo (Verwaltungsamt Cailaco, Gemeinde Bobonaro). Er liegt im Nordwesten der Aldeia Liabote, auf einer Meereshöhe von 85 m. Liabote 1 bildet praktisch einen Ortsteil im Nordosten von Marko, dem Hauptort des Verwaltungsamtes Cailaco. Jenseits des Hatopoci, eines Zuflusses des Nunura, liegt der Ort Biadila.